# 消費
消費（しょうひ、consumption）とは、欲求を満たすために財・サービス（商品）を消耗することを指す。需要やニーズ、資源を使用することでもある。生産の反意語。なお、日本語の「消費」という語は西周によるものとされている。

## 概要
消費財を使用することで用益を得ることは消費と呼ばれる。これに対し、貨幣を支出することで消費財を購入することは消費支出と呼ばれ、両者は区別される。ただし経済学においては、両者は同一視されることがしばしばである。
なお、消費財は主として家計によって購入される。また消費財は耐久消費財と非耐久消費財に分かれる。さらに、その用途によって消費財と投資財（財を生み出すための財）とが区別される。

## 消費のパターン
- 記号消費
- 機能消費
- 快楽的消費
- 顕示的消費

## マクロ経済学と消費
マクロ経済学では経済全体の消費を合算して総消費と呼ぶ。総消費は、将来の生産のための支出である投資を除いた一般的な支出を指すと考えると分かりやすい。

### 乗数効果
ケインズ経済学においては消費はconsumptionの頭文字であるCで表される。
Cは最も簡易なモデルとして以下のように組み込まれる。
- 消費のみのモデル

国民所得（Y）：Y=C

均衡国民所得 ：Y=C+cY
cは、消費性向を意味し、経済によって異なる。c=0.8は所得のうち消費へ80%を使うことを意味し、cYは所得によって増減する裁量的消費支出と呼ばれる。Cは最低限必要な消費支出であり、所得の増減には影響されない。
限界消費性向c=0.8、基礎消費C=10として、この方程式を解くと、乗数効果により均衡国民所得は50となる。
- 投資と消費のモデル

国民所得（Y）：Y=C+I

均衡国民所得 ：Y=C+I+cY
総投資　（I）：I=10
上記のように投資を考慮した場合、国民所得は50から100に増加する。増加した国民所得50のうち消費40されなかった総貯蓄10は総投資10と同額になる。

### 消費に影響を及ぼす要因
消費（ないしは貯蓄）に影響を及ぼす要因には、様々なものが存在する。ここではケインズによるものを列挙する。
- 主観的要因（家計）
  - 不測の事態に備えるための予備
  - 老後や子供の教育に対する備え
  - 利子所得や資産価格の騰貴を狙う打算
  - 生活水準の向上
  - 経済的な独立
  - 企業への意欲
  - 財産の遺贈による自尊心の満足
  - 吝嗇
- 主観的要因（企業）
  - 自己資金の確保
  - 流動資金の確保
  - 収入の向上
  - 堅実財政への意図
- 客観的要因
  - 実質可処分所得（実質賃金）の変化
  - 所得と純所得との差（企業の減価償却積立金など）の変化
  - 資本価値の予見されない変化
  - 時差割引率（現在財と将来財の交換比率）の変化
  - 財政政策の変化
  - 現在から将来への所得水準の動きに対する期待の変化

ケインズは、消費性向が短期では客観的要因の変化に依存すると仮定した。消費は実質所得のかなり安定した関数ではあるが、生活水準の維持のための消費は所得の変化に対して短期では不完全にしか順応せず、また資本価値の予見されない変化を主要な要因の一つと見ていた。

### 仮説
消費を決める主要な要因に関する仮説は多数ある。たとえば、現在所得・期待将来所得・利子率・資産だと主張する仮説がそれぞれあり、これらの要因の相対的な重要性については議論がある。

#### 絶対所得仮説
消費を決める要因を現在所得と仮定 したもの。ケインズが提唱した。この仮説によれば長期の平均消費性向は逓減するはずであったが、現実にはほぼ一定であることが後に判明すると、これが他の仮説の登場を促すことになった。

#### 流動資産仮説
流動資産の残高を要因として加えたもの。これに類したものに、物価下落による実質流動価値の上昇が消費支出を増大させるとしたピグー効果がある。

#### 相対所得仮説
過去の消費水準を要因として考える仮説である。すなわち、人々は所得が減少しても消費を維持しようとする。これをラチェット効果 という。また人々は自分の所属してきた階層にふさわしい消費水準を維持しようという心理をもつ。これをデモンストレーション効果 という。

#### 恒常所得仮説・ライフサイクル仮説
定期的に得られると期待される恒常所得を要因として考えるのが、ミルトン・フリードマンの恒常所得仮説 である。人は将来、所得が増える見通しがあれば消費を増やすが、逆に人は将来、所得が増える見通しがなければ消費を減らす。このような行動をとることを「恒常所得仮説」という。これに類したフランコ・モディリアーニのライフサイクル仮説では、一生涯に得られると期待される生涯所得を寿命で除した平均生涯所得を考える。いずれの仮説も消費の平準化を目的とした貯蓄を想定しており、そのため、もしも仮に人々が合理的であれば、例えば「変動所得に該当する一時的な減税はほとんど消費されずに無効となる」という結論が導かれる。

#### 王朝仮説
人は生物学的な個人の満足度ではなく、自分の子孫の満足度まで含めて消費・貯蓄するとする仮説。

## ミクロ経済学と消費
ミクロ経済学では、一般的に消費から効用を得ると仮定して分析を進める。また消費者は与えられた所得から最大の効用を得るように合理的に行動するものと仮定される。
個人は与えられた時間を余暇と労働とに配分する。そして労働で得た所得から消費支出を行う。したがって余暇と消費のトレードオフ が成立する。余暇と消費の最適な組合せは、余暇と消費の組合せから得られる効用の水準を示す無差別曲線が予算線と接するところで決定される。
ほかには消費によって効用を得るのでなく、守銭奴のように貨幣そのものを増やすことから効用を得るモデル（Money in the utilityであるモデル）も存在する。

## 環境経済学と消費
人間の消費活動（経済活動）は地球環境に様々な影響を与えることから、これらの問題の解決をめざす環境経済学という分野も存在する。

## 用語

### 可処分所得
家計の収入から、租税や保険料といった非消費支出を差し引いた残額。いわゆる手取り収入。実際に財やサービスの購入（消費活動）に使用できる額。
総務省統計局の家計調査では2015年の勤労世帯の可処分所得（実収入から直接税、社会保険料などの非消費支出を差し引いた額）は勤労者世帯（平均世帯人数2.71人、世帯主の平均年齢46.9歳）は1世帯当たり1カ月平均381,193円で、前年に比べ名目で0.2%の減少、実質で1.2%の減少となった。勤労者以外の世帯のうち無職世帯（平均世帯人数1.85人、世帯主の平均年齢73.0歳）は1世帯当たり1カ月平均145,459円となった。

### 消費性向、貯蓄性向
可処分所得のうち、消費と貯蓄にそれぞれ回される割合。消費性向、貯蓄性向の和は1となる。
日本は海外の先進国に比べて、貯蓄性向が高いと言われていたが、人口構造の高齢化と、非正規雇用化による貧困層の増大にともなって低下傾向をたどってきた。

### 固定費、変動費
固定費は、住居費や光熱費と言った生活に伴う活動によってあまり変化しない費目を差す。一方、変動費はレジャー・娯楽や買い物など、活動によって変化する費目を差す。
ただし、報告書やレポートなどで固定費、変動費という言葉が出てきた場合、その時々によってそれぞれの範囲は大きく変わる可能性がある。例えば固定費に税金や保険年金まで含めたり、通信費を固定費にするか変動費にするかで分かれたりするため、利用時には対象範囲に注意する必要がある。